# Munitepec de Madero
Munitepec de Madero är en ort i Mexiko.   Den ligger i kommunen Tlahuelilpan och delstaten Hidalgo, i den sydöstra delen av landet, 80 km norr om huvudstaden Mexico City. Munitepec de Madero ligger 2 129 meter över havet och antalet invånare är 2 520.
Terrängen runt Munitepec de Madero är platt åt nordväst, men åt sydost är den kuperad. Runt Munitepec de Madero är det tätbefolkat, med 683 invånare per kvadratkilometer. Närmaste större samhälle är Tula de Allende, 17,3 km sydväst om Munitepec de Madero. Omgivningarna runt Munitepec de Madero är en mosaik av jordbruksmark och naturlig växtlighet.